# ミネラル郡 (ネバダ州)
ミネラル郡（英: Mineral County）は、アメリカ合衆国ネバダ州の郡である。2010年国勢調査での人口は4,772人である。郡庁所在地はホーソーンである。

## 歴史
ミネラル郡は1911年にエスメラルダ郡の一部から創設された。これは1907年にエスメラルダ郡の郡庁所在地がホーソーンから東端のゴールドフィールドに移された後のことだった。郡名は鉱山化の進んだ周辺地域から採用された。ホーソーンは郡創設時から現在まで郡庁所在地である。

## 地理
アメリカ合衆国国勢調査局に拠れば、郡域全面積は3,813平方マイル (9,876 km2)であり、このうち陸地は3,756平方マイル (9,729 km2)、水域は57平方マイル (146 km2)で水域率は1.48%である。

### 隣接する郡
- ライアン郡 - 北西
- チャーチル郡 - 北
- ナイ郡 - 北東
- エスメラルダ郡 - 南東
- モノ郡 (カリフォルニア州) - 南西

### 国立保護地域
- インヨー国立の森（部分）
- トイヤベ国立の森（部分）

## 人口動態
以下は2000年国勢調査による人口統計データである。
| 基礎データ - 人口: 5,071人 - 世帯数: 2,197 世帯 - 家族数: 1,379 家族 - 人口密度: 1人/km2（1人/mi2） - 住居数: 2,866軒 - 住居密度: 0軒/km5（1/mi2） 人種別人口構成 - 白人: 73.89% - アフリカン・アメリカン: 4.77% - ネイティブ・アメリカン: 15.36% - アジア人: 0.81% - 太平洋諸島系: 0.10% - その他の人種: 2.68% - 混血: 2.39% - ヒスパニック・ラテン系: 8.44% 年齢別人口構成 - 18歳未満: 24.4% - 18-24歳: 6.2% - 25-44歳: 22.5% - 45-64歳: 27.1% - 65歳以上: 19.8% - 年齢の中央値: 43歳 - 性比（女性100人あたり男性の人口） - 総人口: 101.6 - 18歳以上: 98.3 | 世帯と家族（対世帯数） - 18歳未満の子供がいる: 25.4% - 結婚・同居している夫婦: 45.2% - 未婚・離婚・死別女性が世帯主: 11.5% - 非家族世帯: 37.2% - 単身世帯: 31.6% - 65歳以上の老人1人暮らし: 15.1% - 平均構成人数 - 世帯: 2.26人 - 家族: 2.78人 収入と家計 - 収入の中央値 - 世帯: 32,891米ドル - 家族: 39,477米ドル - 性別 - 男性: 31,929米ドル - 女性: 25,262米ドル - 人口1人あたり収入: 16,952米ドル - 貧困線以下 - 対人口: 15.2% - 対家族数: 11.0% - 18歳未満: 17.7% - 65歳以上: 10.7% |

## 都市と町
- ホーソーン（郡庁所在地）
- オーロラ
- ルニング
- マイナ
- シュルツ
- ウォーカーレイク